# Bössgård
Bössgård är en by i Okome socken,  Falkenbergs kommun. De tre insjöarna Stora och Lilla Angsjön samt Lilla Rönnesjön ligger alla delvis inom byns gamla gränser och ingår i Ätrans huvudavrinningsområde.